# وانگ مین (بازیکن هندبال)
وانگ مین (انگلیسی: Wang Min؛ زادهٔ ۱۴ ژوئن ۱۹۸۰) بازیکن زن هندبال اهل چین بود. وی در بازی‌های المپیک تابستانی ۲۰۰۴ و ۲۰۰۸ شرکت کرده‌است.